# Sławica (województwo wielkopolskie)
Sławica – wieś w Polsce położona w województwie wielkopolskim, w powiecie wągrowieckim, w gminie Skoki.
W latach 1975–1998 miejscowość położona była w województwie poznańskim.
Dawniej wieś i okręg wiejski w powiecie obornickim, obecnie od 1956 roku wieś ta należy do powiatu wągrowieckiego. Oddalona 6 km na południe od Skoków.
Około 1800 roku należała do Wawrzyńca Swiniarskiego na Łopuchowie. W skład okręgu wchodziły: Sławica, Łomno i Smolary. Cały okręg miał 17 domów, 146 mieszkańców i około 180 ha.
W okresie międzywojennym we wsi były gospodarstwa rolne. Byli tu sami Polacy. Utworzono około 10 gospodarstw. Szkoła i poczta były w Rejowcu. W 1993 roku we wsi mieszkało 71 osób. W 2000 roku we wsi było tylko 6 gospodarstw. Rolnicy ziemię sprzedali na działki. Zbudowano około 500 domków rekreacyjnych.
We wsi są dwa krzyże przydrożne - jeden w centrum wsi, drugi na terenach rekreacyjnych.